# Que me quedes tú
«Que me quedes tú» es el título de una canción interpretada por la cantautora colombiana Shakira, incluida originalmente en su quinto álbum de estudio, Servicio de lavandería (2001). Fue escrita y producida por la misma artista y Luis Fernando Ochoa.

## Información de la canción
La canción obtuvo un éxito considerable en Iberoamérica logrando el primer lugar en el apartado latino de Billboard. Es la canción con más éxito en español del álbum, logró la primera posición en casi todas las listas importantes. También fue interpretada por la colombiana en la gala de entrega de los Grammy Latino 2002.

## Video musical
El vídeo fue rodado en la ciudad de Miami y dirigido por los directores Ramiro Agulla y Esteban Sapir. Shakira en este vídeo estrenó un nuevo estilo de rulos rubios; el video hacer referencia a este cambio al presentar a la cantante en un vestido con un fleco parecido a su pelo lacio y rojo. La edición del DVD del Tour de la Mangosta tuvo los mismos directores de este vídeo musical. Al inicio, a la cantante se le ve una popular manilla de su país, Colombia. Durante el videoclip, Shakira se encuentra con el que se supone su equipo de trabajo (maquilladores, directores, fotógrafos, etc.) y de repente demuestra inconformismo con su vida de famosa, razón por la que decide escapar de ellos. Al final de su recorrido ella se encuentra en la estación del bus con su novio. En una de las tomas la cantante toca la batería.

## Posicionamiento en las listas
| Argentina            | Argentina Top 100                | 1 |
| Bolivia              | Charts Bolivia                   | 1 |
| Chile                | Chile Singles Charts             | 1 |
| Colombia             | Colombia Singles Charts          | 1 |
| Costa Rica           | Top 15                           | 1 |
| Ecuador              | Ecuador Top 50                   | 1 |
| España               | Productores de Música de España  | 1 |
| España               | Los 40 Principales               | 1 |
| Estados Unidos       | U.S. Billboard Hot Latin Tracks  | 1 |
| Estados Unidos       | U.S. Billboard Latin Pop Airplay | 1 |
| Guatemala            | Las Veinte Latinas               | 1 |
| Honduras             | Centro Singles                   | 1 |
| México               | Monitor Latino                   | 1 |
| Nicaragua            | Top Ten Latino                   | 2 |
| Panamá               | Panamá Top 50                    | 1 |
| Paraguay             | Paraguay Singles Charts          | 3 |
| Perú                 | Perú Top Singles                 | 1 |
| Puerto Rico          | Top Latin                        | 1 |
| República Dominicana | Caribe Charts                    | 5 |
| Trinidad y Tobago    | Trinidad Charts                  | 4 |
| Uruguay              | Uruguay Singles Charts           | 1 |
| Venezuela            | Venezuela Top 100                | 1 |

## Cronología de sucesiones
| Predecesor: «Quizás» de Enrique Iglesias | U.S. Billboard Hot Latin Tracks — Sencillo N°. 1 1 de marzo de 2003 - 7 de marzo de 2003 | Sucesor: «Sedúceme» de La India |

| Predecesor: «Quizás» de Enrique Iglesias | U.S. Billboard Latin Pop Airplay — Sencillo N°. 1 (Primera vuelta) 1 de marzo de 2003 - 14 de marzo de 2003  | Sucesor: «Sedúceme» de La India       |
| Predecesor: «Sedúceme» de La India       | U.S. Billboard Latin Pop Airplay — Sencillo N°. 1 (Segunda vuelta) 22 de marzo de 2003 - 28 de marzo de 2003 | Sucesor: «En cuerpo y alma» de Millie |

- Datos: Q2712031